# Jussi Niinistö
Jussi Niinistö (ur. 27 października 1970 w Helsinkach) – fiński polityk, historyk, filozof i nauczyciel akademicki, poseł do Eduskunty, w latach 2015–2019 minister obrony.

## Życiorys
W 1994 ukończył studia na Uniwersytecie Helsińskim. W 1998 na tej samej uczelni uzyskał stopień doktora filozofii. Od 1995 pracował jako badacz przy różnych projektach, zajmując się zagadnieniami z zakresu historii. Był zatrudniony w instytucjach kulturalnych i naukowych, został także wykładowcą akademickim z zakresu historii na Uniwersytecie Helsińskim i na Narodowym Uniwersytecie Obrony.
Zaangażował się w działalność polityczną w ramach partii Prawdziwi Finowie. W 2009 został radnym miejskim w Nurmijärvi, a w 2013 wiceprzewodniczącym swojego ugrupowania. W wyborach w 2011 po raz pierwszy został wybrany na posła do Eduskunty. W 2015 z powodzeniem ubiegał się o poselską reelekcję. 29 maja 2015 wszedł w skład nowo powstałego koalicyjnego rządu Juhy Sipili jako minister obrony.
W czerwcu 2017 opuścił klub poselski swojej partii, przechodząc do utworzonej wówczas frakcji Nowa Alternatywa. W 2019 znalazł się poza parlamentem, w czerwcu tegoż roku zakończył pełnienie funkcji ministra.